# 倉敷市立短期大学
倉敷市立短期大学（くらしきしりつたんきだいがく、英語: Kurashiki City College）は、岡山県倉敷市にある日本の公立短期大学。1968年に「倉敷市立倉敷保育専門学院」として創立され、1974年に短期大学として設立された。短大の略称は倉短（くらたん）、市短（いちたん）またはKCC。

## 概観

### 大学全体
- 岡山県倉敷市に所在する日本の公立短期大学で、設置主体は倉敷市[1]。
- 1975年に開学し、2025年1月現在では、岡山県唯一の公立短期大学で、瀬戸大橋に程近い静かな高台に建っている。男女共学。
- 本科2学科と専攻科2専攻を持っている。専攻科では4年制大学と同等の学位（教育学・家政学の学士）や免許などを取得できる[2][3]。保育臨床専攻には、倉敷市の会計年度任用職員（保育士）として働きながら学ぶことのできる制度もある[4]。

### 教育および研究
- 倉敷市が進めている「子育てするなら倉敷で」と言われるまちづくりと[5]、国産デニムなど様々な児島ブランドで名高い日本有数の繊維のまち[注 2]。
- 保育学科では、保育士資格と幼稚園教員免許が取得できる。
- 服飾美術学科には3つのコースがある[注釈 1]。ファッション系、経済・ビジネス系、デザイン系の科目を選択して専門的に学ぶことができる上、就職から進学まで幅広いキャリア支援が行われている。
  - 「ファッションコース」[注釈 2]
  - 「情報・地域・ビジネスコース」[注釈 3]
  - 「デザイン・アートコース」[注釈 4]
- 独立行政法人大学改革支援・学位授与機構の認定を受けた、2年制の専攻科を備えている[注釈 5]。全国の公立短期大学で、4年制大学と同等の学位レベルの専攻科を持っているのは2校であるが、倉敷市立短期大学はそのひとつである[注 3]。
- 保育学科ではアメリカ幼児教育研修を[15]、服飾美術学科では海外ファッション研修を、それぞれ隔年で実施している。
- キャンパス内に、「くららっこ」という愛称の子育て支援施設があり、たくさんの親子に利用されるとともに、学生教育にも生かされている[16][17]。

### 学風および特色
- 倉敷市立短期大学は、1968年創立の市立保育専門学院を発展・改組して設立されており、保育者の養成には伝統がある。公立短期大学の専攻科で教育学士課程をもつのは、全国で、専攻科保育臨床専攻が唯一である。
- 服飾美術学科はファッションとデザイン・アートに加えて、情報ビジネス系の教育にも力を入れている。公立短期大学の専攻科で家政学士課程をもつのは、全国で、専攻科服飾美術専攻が唯一である。

### 沿革
- 1968年
  - 10月 倉敷市立倉敷保育専門学院を設置する[19]。
- 1974年
  - 1月10日 左記を以て文部省[注 5]より短期大学の設置が認可される[20]。
  - 4月1日 倉敷市立短期大学が以下の学科体制にて開学[21][22]。
    - 保育科 入学定員50名
- 1975年
  - 5月1日 学生数[23]/定員
    - 保育科第二部 106[注釈 6]/100
- 1976年
  - 4月1日 保育科第二部の入学定員を50→100に増員[注 6]。
  - 5月1日 学生数[25]/定員
    - 保育科第二部 187[注釈 6]/200
- 1977年
  - 5月1日 学生数[26]/定員
    - 保育科第二部 235[注釈 6]/250
- 1978年
  - 5月1日 学生数[27]/定員
    - 保育科第二部 290[注釈 7]/300
- 1983年
  - 4月1日 以下の学科を増設する[注 7]。
    - 保育科第一部 入学定員50名[注 8]

  - 5月1日 学生数[30]/定員
    - 保育科 
      - 第一部 50[注釈 6]/50
      - 第二部 162[注 9]/270
- 1984年
  - 5月1日 学生数[31]/定員
    - 保育科 
      - 第一部 97[注釈 7]/100
      - 第二部 163[注釈 8]/240
- 1985年
  - 5月1日 学生数[32]/定員
    - 保育科 
      - 第一部 98[注釈 7]/100
      - 第二部 143[注 10]/210
- 1986年
  - 5月1日 学生数[33]/定員
    - 保育科 
      - 第一部 99[注釈 6]/100
      - 第二部 133[注釈 8]/210
- 1987年
  - 5月1日 学生数[34]/定員
    - 保育科 
      - 第一部 100[注釈 6]/100
      - 第二部 122[注釈 9]/210
- 1991年
  - 5月1日 学生数[35]/定員
    - 保育科 
      - 第一部 98[注釈 6]/100
      - 第二部 94[注 11]/210
- 1992年
  - 4月1日 以下の学科については、この年度で学生募集を最終とする[注 12]。
    - 保育科第二部[注 13]

  - 5月1日 学生数[注 14]/定員
    - 保育科 
      - 第一部 102[注釈 7]/100
      - 第二部 85[注 15]/140
- 1993年
  - 5月1日 学生数[40]/定員
    - 保育科 
      - 第一部 104[注釈 10]/100
      - 第二部 57[注釈 9]/70
- 1994年　
  - 4月1日 以下の学科を増設する[注 16]
    - 服飾美術学科 入学定員50名

  - 5月1日 学生数[43]/定員
    - 保育学科 
      - 第一部 102[注釈 10]/100
      - 第二部 29[注釈 11]/-

    - 服飾美術学科 47[注釈 7]/50
- 1995年
  - 4月1日 保育科第一部を保育学科と改称[38]。
  - 5月1日 学生数[44]/定員
    - 保育学科 124[注釈 10]/100
    - 服飾美術学科 102[注釈 10]/100
- 1999年
  - 5月1日 学生数[45]/定員
    - 保育学科 105[注釈 11]/100
    - 服飾美術学科 105[注釈 8]/100
- 2003年
  - 4月1日 専攻科の設置が認められ、以下の課程を設ける[注 17]。
    - 保育臨床専攻[注釈 12]
    - 服飾美術専攻[注釈 12]
- 2012年
  - 倉敷市立短期大学子育てカレッジ開設[48]
- 2014年
  - 1月 平成26年度大学入試センター試験参加短期大学の1校となる[49]。
- 2015年
  - 1月 平成27年度大学入試センター試験参加短期大学の1校となる[50]。
  - ミズーリ大学カンザスシティ校教育学部（アメリカ）と連携協定を締結[51]
- 2016年
  - 1月 平成28年度大学入試センター試験参加短期大学の1校となる[52]。
- 2018年
  - 創立50周年を迎える[53]。
- 2023年
  - 4月1日 専攻科の各専攻科について以下の通り増員する[注 18]
    - 保育臨床専攻 5→10
    - 服飾美術専攻 5→10

## 基礎データ

### 所在地
- 岡山県倉敷市児島稗田町160

### 象徴
- ホームページを参照のこと。

## 教育および研究

### 組織
- 出典[55]

#### 学科
- 保育学科 入学定員50名[1]
- 服飾美術学科 入学定員50名[1]
  - 以下の3コースがある[注釈 1]
    - ファッションコース[注釈 2]
    - 情報・地域・ビジネスコース[注釈 3]
    - デザイン・アートコース[注釈 4]

#### 専攻科
- 保育臨床専攻 入学定員10名[1]
  - 2年制、学士（教育学）課程[56]
- 服飾美術専攻 入学定員10名[1]
  - 2年制、学士（家政学）課程）[57]

### 教育組織の変遷

#### 学科
- 保育科→保育学科
  - 第一部→保育学科 入学定員50名
  - 第二部 入学定員70名[注 19]
- 服飾美術学科
  - 3コース制を導入[注釈 1]

#### 専攻科
- 保育臨床専攻[注釈 13]
  - 特例適用専攻科の認定を受ける[60]
- 服飾美術専攻 入学定員10名[注釈 13]
  - [注釈 5]

### 取得資格について
- 保育学科では、保育士資格と幼稚園教諭二種免許状が取得できる[注 20]。
- 専攻科保育臨床専攻では幼稚園教諭一種免許状が取得できる。

### 研究
- 『倉敷市立短期大学研究紀要 = Bulletin of Kurashiki City College』[63]

### 海外の連携大学
- ミズーリ大学カンザスシティ校教育学部（アメリカ）[64]

### 共同研究
- 倉敷市産学共同研究[65]

## 学生生活

### 部活動・クラブ活動・サークル活動
- 倉敷市立短期大学におけるクラブ活動の一つに「子どもの劇場」がある。かつて「児童文化部」と呼ばれていたもので、1982年に誕生した。2005年には今までの活動ぶりが日本善行会より表彰された。2006年には倉敷市の「ひと、輝くまち、倉敷。」市民企画提案事業に選定されている[66]。
- その他、運動体験部（親子ふれあいパーク）[67]・バレーボール・バドミントン・美術・ボランティアサークル・茶道・くらだん（ダンス）・食育サークル・Kid's ABC（子どもの英語・国際理解活動）などのクラブがある。

### 学園祭
- 倉敷市立短期大学の学園祭は毎年、概ね10月に行われている。保育学科の学生による人形劇や親子ふれあいパーク、服飾美術学科のファッションショーが行われている[53]。
- 大学祭前の1週間は、デニムウイークとしてデニムを発信する様々な催しを行っている[68]。
- 保育学科では「子どもの森」というイベントを2月にも開催している[69]。

## 施設

### キャンパス
- 設備：倉敷市立短期大学付属図書館[70]、子育て広場「くららっこ」[71]、人工気候室[72]、ピアノ練習室、CAD室、ML教室など

### 寮
- 短期大学の学生部からアパートの斡旋がある。

## 卒業後の進路について[73]

### 就職の概要
- 保育学科[注釈 14]
  - 保育園への就職者が最も多く、私立だけでなく公立を目指す学生も多い。それに次いで幼稚園・認定こども園・児童福祉施設となっている。少ないながらも一般企業への就職者もいる。
- 服飾美術学科
  - アパレル関連企業への就職者が最も多いのが特徴である

### 編入学・進学の概要
- 保育学科[注釈 14]
  - 香川大学・愛媛大学・熊本大学・岡山県立大学・山口県立大学・愛知県立大学・聖和大学・くらしき作陽大学・吉備国際大学・安田女子大学・四国大学・九州国際大学・倉敷市立短期大学専攻科ほか。
- 専攻科保育臨床専攻[注釈 14]
  - 兵庫教育大学大学院・鳴門教育大学大学院ほか
- 服飾美術学科
  - 香川大学・愛媛大学・千葉大学・三重大学・佐賀大学・岡山県立大学・兵庫県立大学・下関市立大学・山口県立大学・秋田公立美術大学・東京家政大学・文化学園大学・大阪芸術大学・多摩美術大学・武蔵野美術大学・京都女子大学・安田女子大学・倉敷市立短期大学専攻科ほか
- 専攻科服飾美術専攻
  - 香川大学大学院・武蔵野美術大学大学院・岡山県立大学大学院ほか

## 交通アクセス
- 電車・バス
  - JR瀬戸大橋線 児島駅から下電バス倉敷駅行（天城・小川線）で「市立短大・翔南高校入口（稗田十字路）」バス停留所下車、徒歩5分
  - JR瀬戸大橋線  上の町駅から徒歩でおよそ10分。各駅停車の電車は約1時間毎。
  - JR西日本（山陽本線 ・伯備線）倉敷駅から下電バス児島駅行（天城・小川線）で「市立短大・翔南高校入口（稗田十字路）」バス停留所下車、徒歩5分
- 自動車
  - 水島IC 車で約10分
  - 児島IC 車で約10分-15分